# シンガポールの国旗
シンガポールの国旗は、上部の赤と下部の白に等分され、上部に白い三日月と五つの白い星が配置された旗。
赤は普遍的親愛と国民の平等、白は満ちわたりかつ永遠な清澄と高潔を意味し、三日月は隆盛する若い国家、五つの星は、民主、平和、進歩、正義、平等の理念を表す。1959年の自治権獲得の直後に制定された。当時の首相だったリー・クアンユーによれば、三日月は国内のイスラム教徒の要望から取り入れ、五つの星は国内の共産主義者に配慮して中華人民共和国の五星紅旗をモデルにした。1965年のマレーシアからの分離独立に伴い、あらためて国旗となっている。2015年8月には軍用ヘリコプターが複数機飛行しながら大型の国旗が掲揚された。
国旗の掲揚に関しては「Singapore Arms and Flag and National Anthem Act」において定められており、政府機関以外の個人などが国旗を掲げることができる期間を独立記念日前後の1ヶ月に限定されている。また、公式の外交の場を除いて、公共の場において外国の国旗を掲げることを禁止している。

? 民間用海上旗。縦横比=1:2
? 政府用海上旗。縦横比=1:2。右下の図柄は方位磁針。
? 軍隊用海上旗。縦横比=1:2。右下の図柄は方位磁針。
大統領旗

## 歴史的な旗

?海峡植民地旗(1874年-1925年)
?海峡植民地旗(1925年-1946年)
?シンガポール植民地旗（1946年-1952年）
?シンガポール植民地旗（1952年-1959年）
?マラヤ連邦の旗（1959年-1963年）
?マレーシアの旗（1963年-1965年）
?シンガポール自治省の旗（1959年-1965年）